# OR4D5
OR4D5 (англ. Olfactory receptor family 4 subfamily D member 5) – білок, який кодується однойменним геном, розташованим у людей на короткому плечі 11-ї хромосоми. Довжина поліпептидного ланцюга білка становить 318 амінокислот, а молекулярна маса — 35 771.
| 10         |  | 20         |  | 30         |  | 40         |  | 50         |
| ---------- |  | ---------- |  | ---------- |  | ---------- |  | ---------- |
| MNPANHSQVA |  | GFVLLGLSQV |  | WELRFVFFTV |  | FSAVYFMTVV |  | GNLLIVVIVT |
| SDPHLHTTMY |  | FLLGNLSFLD |  | FCYSSITAPR |  | MLVDLLSGNP |  | TISFGGCLTQ |
| LFFFHFIGGI |  | KIFLLTVMAY |  | DRYIAISQPL |  | HYTLIMNQTV |  | CALLMAASWV |
| GGFIHSIVQI |  | ALTIQLPFCG |  | PDKLDNFYCD |  | VPQLIKLACT |  | DTFVLELLMV |
| SNNGLVTLMC |  | FLVLLGSYTA |  | LLVMLRSHSR |  | EGRSKALSTC |  | ASHIAVVTLI |
| FVPCIYVYTR |  | PFRTFPMDKA |  | VSVLYTIVTP |  | MLNPAIYTLR |  | NKEVIMAMKK |
| LWRRKKDPIG |  | PLEHRPLH   |  |            |  |            |  |            |

A: Аланін

C: Цистеїн

D: Аспарагінова кислота

E: Глутамінова кислота

F: Фенілаланін

G: Гліцин

H: Гістидин

I: Ізолейцин

K: Лізин

L: Лейцин

M: Метіонін

N: Аспарагін

P: Пролін

Q: Глутамін

R: Аргінін

S: Серин

T: Треонін

V: Валін

W: Триптофан

Кодований геном білок за функціями належить до рецепторів, g-білокспряжених рецепторів, білків внутрішньоклітинного сигналінгу. 
Локалізований у клітинній мембрані, мембрані.